# Ernst van Lippe-Biesterfeld

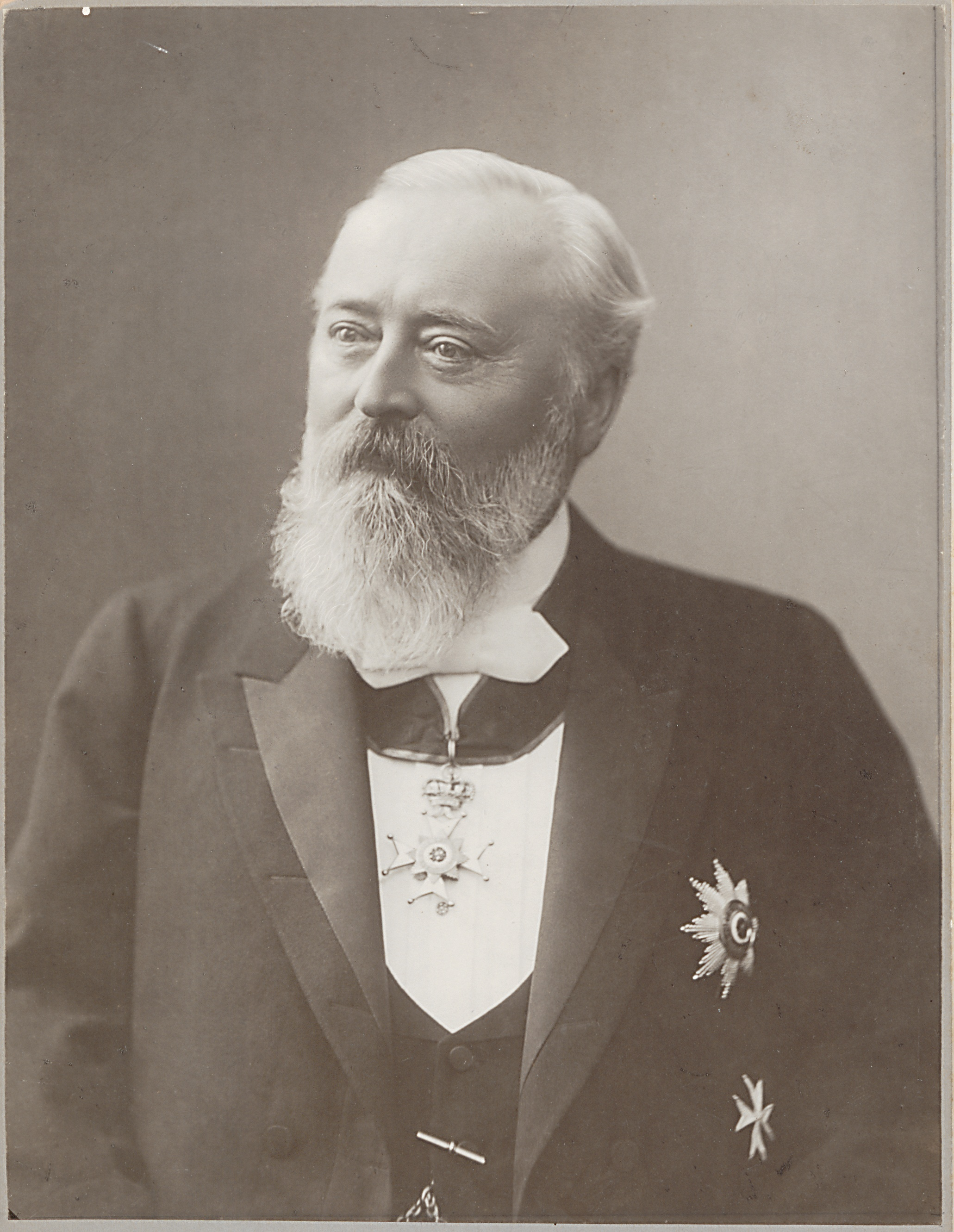
Ernst van Lippe-Biesterfeld

Ernst van Lippe-Biesterfeld met zijn drie dochters

Ernst Kasimir Friedrich Karl Eberhard Graf und Edler Herr zur  Lippe-Biesterfeld (Oberkassel bij Bonn, 9 juni 1842 - Slot Lopshorn, 26 september 1904) was regent van het vorstendom Lippe. Hij was de grootvader van prins Bernhard der Nederlanden. Zijn ouders waren Julius Graf und Edler Herr zur Lippe-Biesterfeld en Adelheid Clotilde Gräfin zu Castell-Castell.

## Leven
Hem werd in 1897 door een bemiddelingsraad onder leiding van koning Albert van Saksen het regentschap over het vorstendom Lippe toegewezen om te regeren namens de geesteszieke vorst Alexander. Na Alexanders dood zou hij, en niet iemand uit de rivaliserende tak Schaumburg-Lippe, de vorstelijke waardigheid verkrijgen. Hij schonk als graaf-regent de stad Detmold in 1898 het eeuwige gebruiksrecht van de bronnen van Berlebeck, waarna in de stad het eerste waterleidingnetwerk werd aangelegd. Na zijn dood in 1904 brandde het successieconflict weer in volle hevigheid los. Het Huis Schaumburg-Lippe voerde aan dat Ernsts huwelijk en dat van zijn vader niet ebenbürtig was geweest en dat de Lippe-Biesterfelds daarom niet tot opvolgen gerechtigd waren. Ernsts zoon en opvolger Leopold werd na de dood van Alexander in 1905 echter als Leopold IV vorst van Lippe.

## Huwelijk en kinderen
Ernst trouwde te Neuhof (Posen) op 16 september 1869 met Karoline von Wartensleben (1844-1905), bij wie hij zes kinderen verwekte. Na de troonsbestijging van zoon Leopold in 1905 werden de broers en zussen prinsen/prinsessen van Lippe. Deze kinderen waren:
- Adelheid Caroline Mathilde Emilia Agnes Ida Sophie (1870-1948), gehuwd met Frederik, zoon van George II van Saksen-Meiningen
- Leopold Julius Bernhard Adalbert Otto Karel Gustaaf (1871-1949), regent en vorst van Lippe
- Bernhard Casimir Frederik Gustaaf Hendrik Willem Eduard (1872-1934), morganatisch gehuwd met prinses Armgard von Cramm, zij waren de ouders van prins Bernhard der Nederlanden
- Julius Ernst Rudolf Frederik Frans Victor (1873-1952), gehuwd met Marie van Mecklenburg-Strelitz, dochter van Adolf Frederik V
- Carola Elisabeth Alwine Augusta Lydia Leonore Anna (1873-1958), abdis
- Mathilde Hemma Hermine Anna Minna Johanna (1875-1907)